# Mellila
Mellila (en àrab مليلة, Mllīla; en amazic ⵎⵍⵍⵉⵍⴰ) és una comuna rural de la província de Benslimane, a la regió de Casablanca-Settat, al Marroc. Segons el cens de 2014 tenia una població total de 15.081 persones.